# Leon Getz
Leon Leonowycz Getz; ukr. Лев Львович Ґец – Lew Lwowycz Gec; (ur. 13 kwietnia 1896 we Lwowie, zm. 16 grudnia 1971 w Krakowie) – ukraiński artysta malarz i grafik, nauczyciel.

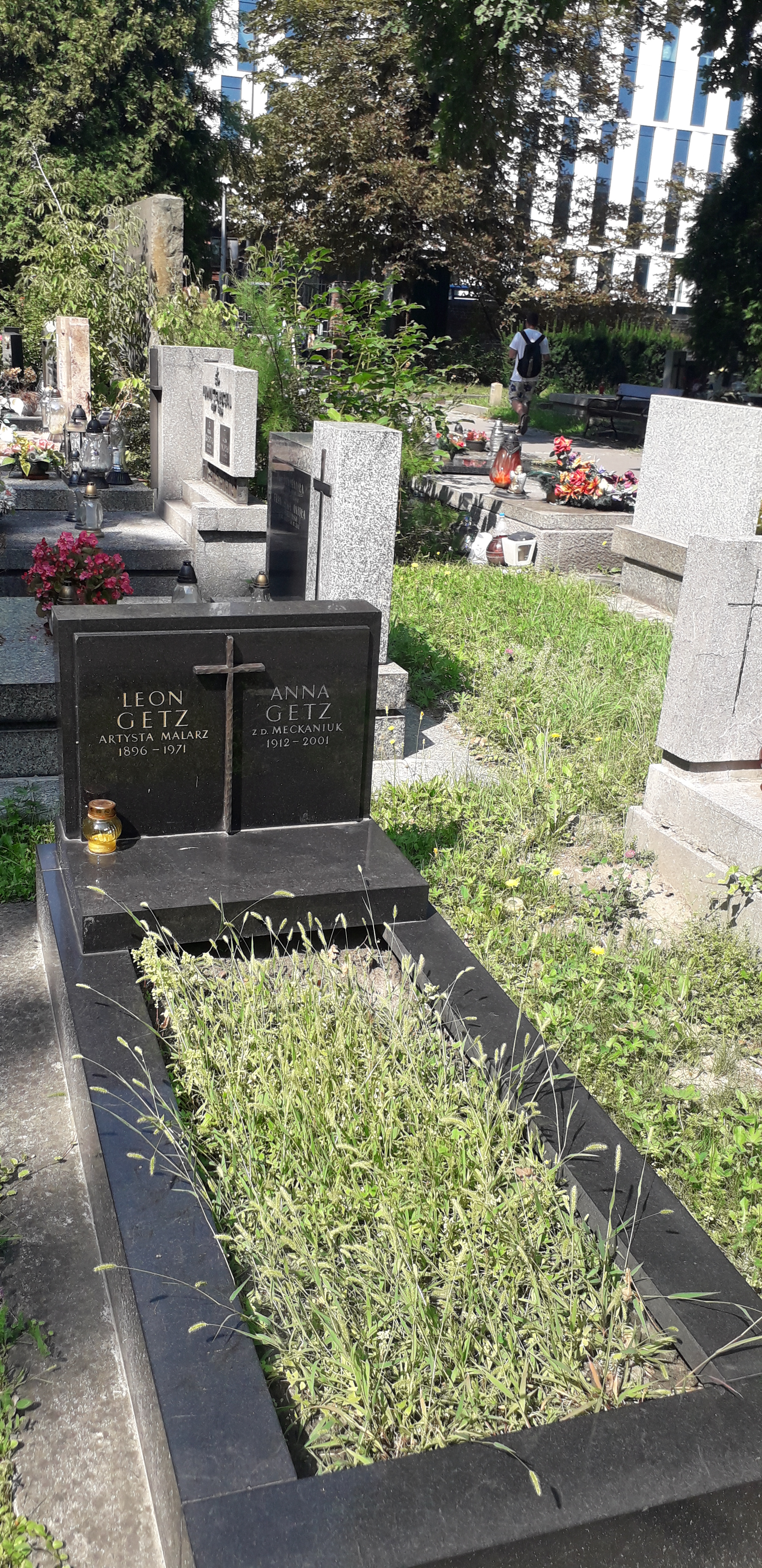
Grób Leona i Anny Getzów

## Życiorys
Był Rusinem wyznania greckokatolickiego. Pochodził z mieszanej rodziny polsko-ruskiej. Był synem Leona (drukarz) i Józefy z domu Harapin. Od 1903 uczył się w ukraińskiej szkole ludowej im. Mariana Szaszkiewycza we Lwowie, następnie malarstwa budowlanego w Państwowej Szkole Przemysłowej we Lwowie. W obu placówkach nauczyciele dostrzegli jego talent artystyczny; w pierwszej szkole Józef Tańczakowski, w drugiej prof. Alfred Kühn. Pracował fizycznie na budowie, po czym został zatrudniony w kancelarii profesora Politechniki Lwowskiej Iwana Łewynskiego, dzięki czemu zawarł znajomość z malarzem Ołeksą Nowakiwskim, pozostając pod jego wpływem w zakresie rozwoju artystycznego.
W czasie I wojny światowej był żołnierzem Ukraińskich Strzelców Siczowych. Został ciężko ranny, w tym czasie tworzył rysunki obrazujące działania wojenne. Brał udział w wojnie polsko-ukraińskiej, został wzięty do niewoli i przebywał w obozie jenieckim Kraków-Dąbie do jesieni 1919.
W latach 1919–1924 był studentem Akademii Sztuk Pięknych w Krakowie, wspierany wówczas przez prof. Stanisława Dębickiego. Po studiach od 1924 przebywał we Lwowie. Od początku 1925 jako nauczyciel kontraktowy wykładał rysunek w Państwowym Gimnazjum im. królowej Zofii w Sanoku. 28 stycznia 1928 został mianowany nauczycielem etatowym. Był m.in. wychowawcą Bogdana-Igora Antonycza. Rozporządzeniem Kuratorium Okręgu Szkolnego Lwowskiego z 31 października 1934 celem wypełnienia ustawowego czasu godzin nauczania został powołany do równoczesnego pełnienia obowiązków w 7-klasowej szkole powszechnej im. Grzegorza w Sanoku w roku szkolnym 1934/1935. Wykładał także w Miejskim Prywatnym Seminarium Nauczycielskim Żeńskim w Sanoku. Podczas zamieszkiwania w Sanoku utrwalał widoki miasta w swoich obrazach. W maju 1930 prezentował swoje prace malarskie na wystawie obrazów i rzeźby w Sanoku. W Sanoku był animatorem ukraińskiego życia narodowego, współpracował razem z etnograf Iryną Dobrianską, ks. Stepanem Wenhrynowyczem i burmistrzem Wanczyckim. W 1931 był jednym z założycieli Towarzystwa Muzealnego „Łemkowszczyzna” w Sanoku i był jego dyrektorem do 1940. Podczas II wojny światowej w 1940 został kustoszem placówki powstałej z fuzji Muzeum Ziemi Sanockiej i Towarzystwa Muzealnego „Łemkowszczyzna”, pracując do czerwca 1944. Ponadto jego zainteresowaniem była muzyka, dawał koncerty jako tenor.
Po wojnie osiadł w Krakowie. Trudnił się rysunkiem i malarstwem oraz pracował w Spółdzielni Artystów Plastyków. W latach 1951–1958 był profesorem rysunku na ASP w Krakowie. Później skupił się na twórczości w zakresie grafiki.
W Krakowie zamieszkiwał przy ulicy Retoryka 24. Zmarł 16 grudnia 1971 w Krakowie i został pochowany na tamtejszym cmentarzu Rakowickim 23 grudnia 1971. Jego drugą żoną była Anna z domu Meckaniuk (1912-2001).

## Upamiętnienie
27 maja 1961 otrzymał medal 50-lecie Związku Polskich Artystów Plastyków 1911-1961. Z okazji jubileuszu 50-lecia pracy artystycznej w 1965 otrzymał Medal Związku Polskich Artystów Plastyków oraz okolicznościowy medal pamiątkowy. Medal został zaprojektowany przez Andrzeja Kostrzewę, na jego awersie widniała podobizna uhonorowanego oraz po jej bokach napis pionowo Leon i Getz, zaś na rewersie napis Лев Ґец wpisany w trzy cerkiewne wieże oraz inskrypcja W pięćdziesiątą rocznicę twórczości plastycznej / Kraków / 1965.
Janusz Szuber zawarł odniesienie do osoby Leona Getza w wierszu pt. Frajter pućka, opublikowanym w tomiku poezji pt. Tym razem wyraźnie z 2014 oraz w publikacji pt. Mojość z 2005.

## Literatura
- Bronisław Jaśkiewicz. Działalność artystyczno-malarska i muzealna Leon Getza ze szczególnym uwzględnieniem Ziemi Sanockiej. „Materiały Muzeum Budownictwa Ludowego w Sanoku”. 15, s. 49-56, 1972.
- Tadeusz Filar: U stóp królewskiego Wawelu. Społeczność ukraińska w Krakowie w latach 1918-1938, Kraków 2004, ISBN 83-915759-7-7.